# Cinoxacina
La  cinoxacina  è una molecola dotata di attività battericida ed appartenente al gruppo terapeutico dei chinoloni di seconda generazione. In Italia il farmaco è venduto dalla società farmaceutica Alfa Wassermann con il nome commerciale di Uronorm, nella forma farmaceutica di capsule rigide da 500 mg.

## Farmacodinamica
Cinoxacina esercita la propria azione battericida inibendo l'enzima DNA girasi, una topoisomerasi di tipo II, e la topoisomerasi IV, che è un enzima necessario per separare il DNA che deve replicarsi. In questo modo viene inibita la divisione cellulare.
Esistono evidenze che cinoxacina sia in grado di legarsi fortemente al DNA, interferendo così con la sintesi di RNA e, di conseguenza, con la sintesi proteica.
Cinoxacina è attiva verso molti microorganismi ed in particolare Enterobacter specie, Escherichia coli, Klebsiella specie, Proteus mirabilis, Proteus vulgaris.

## Farmacocinetica
Il farmaco dopo somministrazione per via orale, è rapidamente e quasi completamente assorbito dal tratto gastrointestinale. La contemporanea assunzione di cibo non sembra modificare in modo significativo l'assorbimento di cinoxacina.
La concentrazione plasmatica massima (Cmax) viene raggiunta nel giro di 1-2 ore (Tmax)dalla assunzione. L'emivita plasmatica è di circa 1,5 ore. L'eliminazione del farmaco avviene sostanzialmente per via renale.
Nell'arco di 24 ore dalla somministrazione infatti il 97% di una dose somministrata viene eliminato per via urinaria. Nella ghiandola prostatica cinoxacina raggiunge concentrazioni pari a circa il 10% di quelle plasmatiche, mentre nel tessuto renale le concentrazioni raggiungono il 60% circa.

## Tossicologia
La DL50 di cinoxacina nel topo è in media di 1,686 mg/kg per via orale e nel ratto mediamente di 5,131 mg/kg, sempre pre via orale.

## Usi clinici
Cinoxacina è indicata nelle infezioni acute e ricorrenti del tratto urogenitale alto e basso, sostenute da germi sensibili.
Il farmaco si è inoltre dimostrato efficace come trattamento preventivo: cinoxacina riduce infatti il numero degli episodi infettivi nei soggetti di sesso femminile con infezioni ricorrenti delle vie urinarie.

## Effetti collaterali ed indesiderati
In corso di trattamento gli effetti avversi più frequenti sono cefalea, vertigini, iporessia, nausea, vomito, crampi addominali, diarrea, insonnia, tinnito, fotofobia e parestesie. È inoltre possibile che alcuni soggetti presentino rash cutaneo, orticaria, edema periferico e reazioni anafilattoidi.

## Controindicazioni
Cinoxacina è controindicata nei soggetti con ipersensibilità nota al principio attivo oppure ad uno qualsiasi degli eccipienti. È inoltre controindicata in caso di gravidanza, allattamento al seno, insufficienza renale moderata  (clearance della creatinina compresa tra 30-50 ml/min) oppure grave (clearance della creatinina inferiore a 30 ml/min).
Cinoxacina è controindicato in soggetti con anamnesi di epilessia e, come per altri chinoloni, deve essere utilizzato con grande cautela nei pazienti predisposti ad attacchi convulsivi od in coloro che ricevono farmaci, come ad esempio la teofillina, noti per ridurre la soglia convulsiva cerebrale.

## Dosi terapeutiche
Cinoxacina è destinata solo a soggetti adulti. La dose media giornaliera è pari ad un grammo, suddiviso in due somministrazioni. Il trattamento deve essere proseguito per 1-2 settimane, fino alla completa risoluzione della sintomatologia ed alla negativizzazione dell'urinocoltura. Nel trattamento preventivo è sufficiente una dose singola di 500 mg assunta al momento di andare a coricarsi.

## Interazioni
Il farmaco può aumentare gli effetti degli anticoagulanti orali, come ad esempio il warfarin.
Se assunto in concomitanza con teofillina può determinarne una elevazioni dei livelli plasmatici ed incrementare la frequenza di comparsa di effetti collaterali correlati, in particolare gli effetti convulsivi.
La coassunzione di farmaci antiacidi o sucralfato, entro un paio d'ore dall'assunzione di cinoxacina, ne rallenta l'assorbimento.
L'uso concomitante di cinoxacina e ciclosporina può comportare un aumento delle concentrazioni plasmatiche di quest'ultima.